# Europese kampioenschappen tafeltennis 2020
De Europese kampioenschappen tafeltennis 2020 werden gehouden in Warschau (Polen) van 22 t/m 27 juni 2021. In 2020 konden de kampioenschappen geen doorgang vinden in verband met de COVID-19 pandemie.
Op het programma stonden vijf onderdelen:
- Enkelspel mannen. Regerend kampioen was  Timo Boll.
- Enkelspel vrouwen. Regerend kampioen was  Li Qian.
- Dubbelspel mannen. Regerend kampioenen waren  Robert Gardos en  Daniel Habesohn.
- Dubbelspel vrouwen. Regerend kampioenen waren  Nina Mittelham en  Kristin Lang.
- Gemengd dubbel. Regerend kampioenen waren  Ruwen Filus en  Han Ying.

Er werden geen landenteamwedstrijden gespeeld deze editie.

## Medaillewinnaars
| Onderdeel        | Goud                       | Zilver                          | Brons                                                             |
| Enkelspel (m)    | Timo Boll                  | Dimitrij Ovtcharov              | Mattias Falck Marcos Freitas                                      |
| Enkelspel (v)    | Petrissa Solja             | Shan Xiaona                     | Margaryta Pesotska Elizabeta Samara                               |
| Dubbel (m)       | Lev Katsman Maksim Grebnev | Jakub Dyjas Cédric Nuytinck     | Ádám Szudi Nándor Ecseki Tiago Apolónia João Monteiro             |
| Dubbel (v)       | Petrissa Solja Shan Xiaona | Nina Mittelham Sabine Winter    | Stéphanie Loeuillette Jia Nan Yuan Hanna Haponova Tetjana Bilenko |
| Dubbel (gemengd) | Dang Qiu Nina Mittelham    | Ľubomír Pištej Barbora Balážová | Simon Gauzy Prithika Pavade Emmanuel Lebesson Jia Nan Yuan        |

### Medaillespiegel
| Plaats | Land      | Goud | Zilver | Brons | Totaal |
| 1      | Duitsland | 4    | 3      | 0     | 7      |
| 2      | Rusland   | 1    | 0      | 0     | 1      |
| 3      | Slowakije | 0    | 1      | 0     | 1      |
| 4      | Polen     | 0    | 0,5    | 0     | 0,5    |
| 5      | België    | 0    | 0,5    | 0     | 0,5    |
| 6      | Frankrijk | 0    | 0      | 3     | 3      |
| 7      | Portugal  | 0    | 0      | 2     | 2      |
| 8      | Oekraïne  | 0    | 0      | 2     | 2      |
| 9      | Hongarije | 0    | 0      | 1     | 1      |
| 10     | Roemenië  | 0    | 0      | 1     | 1      |
| 11     | Zweden    | 0    | 0      | 1     | 1      |
| Totaal | Totaal    | 5    | 5      | 10    | 20     |